# How We Do (album)
Pour la chanson de The Game, voir How We Do (chanson de The Game).
Albums de Das EFX
The Very Best of Das EFX
(2001)
How We Do est le cinquième album studio de Das EFX, sorti le 23 septembre 2003.

## Liste des titres
| No  | Titre                                                                                    | Contient un (des) sample(s) de | Durée |
| --- | ---------------------------------------------------------------------------------------- | --- | ----- |
| 1.  | Intro (Produit par DJ Rondevu)                                                           | | 0:49  |
| 2.  | Greezy (Produit par Dame Grease)                                                         | | 3:57  |
| 3.  | Full Tyme Hussle (Produit par Nastee)                                                    | | 4:12  |
| 4.  | Dro & Henne (featuring JJ – Produit par Willie Hines)                                    | | 4:01  |
| 5.  | The Memories Remain (featuring Sean Paul – Produit par Gerrard C. Baker)                 | | 3:32  |
| 6.  | Diggy DAS (Produit par King James II)                                                    | | 4:15  |
| 7.  | G Music (Produit par Andre Weston, DR Period et Willie Hines)                            | | 4:07  |
| 8.  | Get It Poppin' (Produit par Kuntry Man et Willie Hines)                                  | | 3:33  |
| 9.  | Jungle (featuring Lovey – Produit par Sully Sefil et Willie Hines)                       | Ooh Child des Five Stairsteps The Message de Grandmaster Flash and The Furious Five featuring Grandmaster Melle Mel et Duke Bootee | 4:25  |
| 10. | How We Do (Produit par DJ Rondevu)                                                       | | 4:00  |
| 11. | East Coast Husslaz (featuring JJ et Un Pacino – Produit par Sully Sefil et Willie Hines) | | 3:28  |
| 12. | Let's Get Money (Produit par Andre Weston et Koolade)                                    | | 3:26  |
| 13. | B.S.A.P. (featuring Lovey – Produit par Andre Weston et Koolade)                         | | 3:33  |